# Kálmán Erika
Kálmán Erika (asszonynevén Pálinkás Gáborné, Újpest, 1942. október 21. – Budapest, 2009. augusztus 10.) Széchenyi-díjas magyar vegyészmérnök, a kémiai tudományok doktora (1995); a Bay Zoltán Anyagtudományi és Technológiai Intézet igazgatója, az MTA Kémiai Kutatóközpont Felületmódosítás és Nanoszerkezetek Osztályának tudományos osztályvezetője és a BME Vegyészmérnöki Karon egyetemi magántanár. Németországban több évet mint kutató, majd vendégprofesszor volt. 2002-ben Akadémiai Díjat, 2004-ben ISE Érmet kapott, 1998-2001 között Széchenyi Professzori Ösztöndíjban részesült.

## Családja
Kálmán Imre asztalosmester (1912–1999) és Spóner Erzsébet gyermekeként Újpesten született. Testvére: Kálmán István (1944–) faipari mérnök, díszletépítész, férje: Pálinkás Gábor (1941–) fizikus, az MTA KKKI Kémiai Intézete igazgatója, az MTA tagja.

## Iskolái
Iskoláit Újpesten végezte, majd 1961-ben a budapesti Petrik Lajos Vegyipari Technikumban érettségizett. 1961-1962-ben a BME Vegyészmérnöki Karán tanult. 1967-ben végzett a Drezdai Műszaki Egyetem Vegyészmérnöki Karán. 1989-ben a BKE-n felsőfokú iparjogvédelmi szakértői képesítést szerzett. 

## Életpályája
A Drezdai Műszaki Egyetem Vegyészmérnöki Karán végzett: 1967-ben védte meg Vegyészmérnöki szakdolgozatát, majd 1970-ben kandidátusi disszertációját. Ekkoriban elektrolitoldatok szerkezetvizsgálatával foglalkozott, közös dolgozata jelent meg Kurt Schwabe professzorral, a tudományterület egyik akkori vezető tudósával.
1971-ben tért haza Drezdából, itthon a Magyar Tudományos Akadémia kutatója lett, folytatva a Drezdában elkezdett vizes elektrolitoldatok kutatását. Ő alkalmazta elsőként az elektrondiffrakciós módszert Lengyel Sándorral közösen a víz szerkezetének tanulmányozására, kutatási eredménye a Nature című lapban jelent meg 1974-ben. Az 1980-as évek közepétől, az elektrokémia területén maradva, érdeklődése a fém/elektrolit oldatok határfelületének, és a vizes elektrolit oldatok korróziós inhibitorai hatásmechanizmusának vizsgálata felé fordult. Munkatársaival új korróziógátló anyagokat, diszpergálószereket valamint biocidokat tartalmazó vízkezelőszer-családot fejlesztettek ki, és szt szabadalmaztatták is. Kifejlesztett anyagaikat az 1990-es években számos iparai létesítmény alkalmazta. A hatásmechanizmussal kapcsolatos eredményeiket publikálni is tudták. Eredményeik jelentősek a funkcionális nanoszerkezetű anyagok és felület-módosító módszerek (Langmuir–Blodgett-technika) kutatásában is.

## Publikációi
- Lengyel, S., Kálmán, E.: Electron Diffraction on Liquid Water, In: Nature, Vol. 248, 1974: 405-406.
- Kálmán, E., Pálinkás, G., Kovács, P.: Liquid Water I. Electron Scattering, In: Mol. Phys., Vol. 34, 1977: 3505-3524.
- Kálmán, E., Serke, I., Pálinkás, G., Zeidler, M.D., Wiesmann, F.J., Betagnolli, H., Chieux, P.: The Molecular Structure and Hydrogen Bond Geometry in Liquid Formamide: Electron, Neutron and X-ray Diffraction Studies, In: Z. Naturforsch, Vol. 38a, 1983: 231-236.
- Kálmán, E., Várhegyi, B., Bakó, I., Felhosi, I., Kármán, F.H., Shaban, A.: Corrosion Inhibition by 1-Hydroxy-ethane-1,1-diphosphonic Acid : An Electrochemical Impedance Spectroscopy Study, In: J. Electrochem. Soc., Vol. 141, 1994: 3357-3360.
- Telegdi, J., Keresztes, Zs., Pálinkás, G., Kálmán, E., Sand, W.: Microbially Influenced Corrosion as Revealed by Atomic Force Microscopy, In: J. Appl. Phys., Vol. A 66, 1998: 639-649.
- Shaban, A., Kálmán, E., Telegdi, J.: An Investigation of Copper Corrosion Inhibition in Chloride Solutions by Benzo-hydroxamic Acids, In: Electrochim. Acta, Vol. 43, 1998: 159-163.
- Felhősi, I., Keresztes, Zs., Kármán, F.H., Mohai, M., Bertóti, I., Kálmán, E.: Effect of bivalent cations on corrosion inhibition by 1-Hydroxy-Ethane-1,1-Diphosphonic Acid, In: J. Electrochem. Soc. Vol. 146, 1999: 961-969.
- Szőcs, E., Vastag, Gy., Shaban, A., Konczos, G., Kálmán, E.: Investigation of Copper Corrosion Inhibition by STM and EQCM Techniques, In: J. Appl. Electrochem., Vol. 29, 1999: 1339-1345.
- Kálmán, E., Felhősi, I., Kármán, F.H., Lukovits, I., Telegdi, J.: Towards Environmental Friendly Corrosion Inhibitors, CH. 9. In Corrosion and Environmental Degradation, (ed. M. Schütze), in series of Materials Science and Technology, Wiley-VCH Verlag GmbH, Weinheim, Germany, 2000: 471-537.
- Tolnai, Gy., Csempesz, F., Kabai-Faix, M., Kálmán, E., Keresztes, Zs., Kovács, A.L., Ramsden, J.J., Hórvölgyi, Z.: Preparation and Characterization of Surface-Modified Silica Nanoparticles, In: Langmuir, Vol. 17, 2001: 2683-2687.
- Vargha-Butler, E.I., Kiss, E., Lam, C.N.C., Keresztes, Z., Kálmán, E., Zhang, L., Neumann, A.W.: Wettability of Biodegradable Surfaces; In: Colloid Polym. Sci., Vol. 279, 2001: 1160-1168.
- Felhősi, I., Telegdi, J., Pálinkás, G., Kálmán, E.: Kinetics of Self-Assembled Layer Formation on Iron; In: Electrochim. Acta, Vol. 47, 2002: 2335-2340.
- Vértes, A., Vankó, G., Németh, Z., Klencsár, Z., Kuzmann, E., Homonnay, Z., Kármán, F.H., Szőcs, E., Kálmán, E.: Nanostructure of Vapor Deposited 57-Iron Thin Films, In: Langmuir, Vol. 18, 2002: 1206-1210.
- Nagy, P.M., Csanády, Á., Kálmán, E.: The Combined Application of Nanoindentation and Scanning Probe Microscopy in Materials Sciences, In: Mat. Sci Forum, Vol. 414-415, 2003: 297-304.
- Kálmán, E., Csanády, A.: Nanoszerkezetű bevonatok a felületvédelemben, In: Magyar Tudomány, Vol. 9, 2003: 1154-1165.
- Horányi, G., Kálmán, E.: Anion Specific Adsorption on Fe2O3 and AlOOH Nanoparticles in Aqueous Solutions: Comparison with Hematite and gamma-Al2O3, In: J. Colloid Interface Sci., Vol. 269, 2004: 315-319.
- Lakatos-Varsányi, M., Mikó, A., Varga, L.K., Kálmán, E.: Electrodeposited Magnetic Multi Nanolayers, In: Corrosion Sci.,Vol. 47, 2004.
- Kiss, É., Szalma, J., Keresztes, Zs., Kálmán, E., Mohai, M., Bertóti, I.: Adhesional Stability of Cadmium Arachidate Langmuir-Blodgett Layers, In: Prog. Colloid Polym. Sci., Vol. 125, 2004: 127-133.
- Szőcs, E., Bakó, I., Kosztolányi, T., Kálmán, E.: EC-STM Study of 5-mercapto-1 phenyl-tetrazol Adsorption on Cu(111), In: Electrochim. Acta, Vol. 49, 2004: 1371-1378.
- Felhősi, I., Kálmán, E.: Corrosion Protection of Iron by alfa, ómega-Diphosphonic Acid Layers, In: Corrosion Sci.,Vol. 47, 2004.
- Sajó, I., Búza, G., Madarassy, W., Kálmán, E.: Advanced Materials Science Applied in the Restoration of Outdoor Bronze Statues, In: Mat. Sci. Forum, Vol. 473-474, 2005: 1-22.

## Előadásai
- Kálmán Erika: A delhi vasoszloptól a molekuláris építészetig – Új perspektívák a kémiában (kémiai tudományok, 2004.11.15)
- Kálmán Erika: A nanotechnológia: a XXI. század technikai forradalma (multidiszciplináris természettudományok, 2008.07.04)